# Грязково
Грязково — деревня в Плюсском районе Псковской области. Входит в сельское поселение Плюсская волость.

## География
Деревня расположена в 22 км к северо-западу от районного центра — посёлка Плюсса и в 8 км к западу от деревни Нежадово.

## Население
Численность населения деревни по оценке на конец 2000 года составляла 14 человек, по переписи 2002 года — 20 человек.

## История
До 1 января 2006 года деревня входила в состав ныне упразднённой Нежадовской волости.